# Brâncoveanu (Adelsgeschlecht)

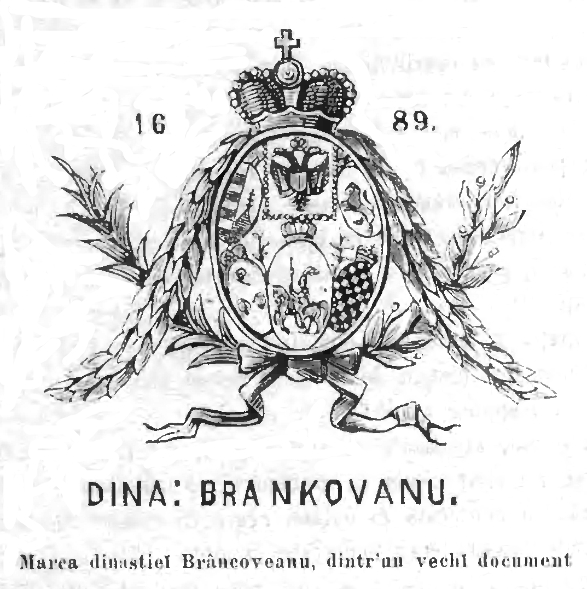
Wappen der Familie Brâncoveanu. Lithographie, veröffentlicht von Dimitrie Papazoglu im Jahr 1891

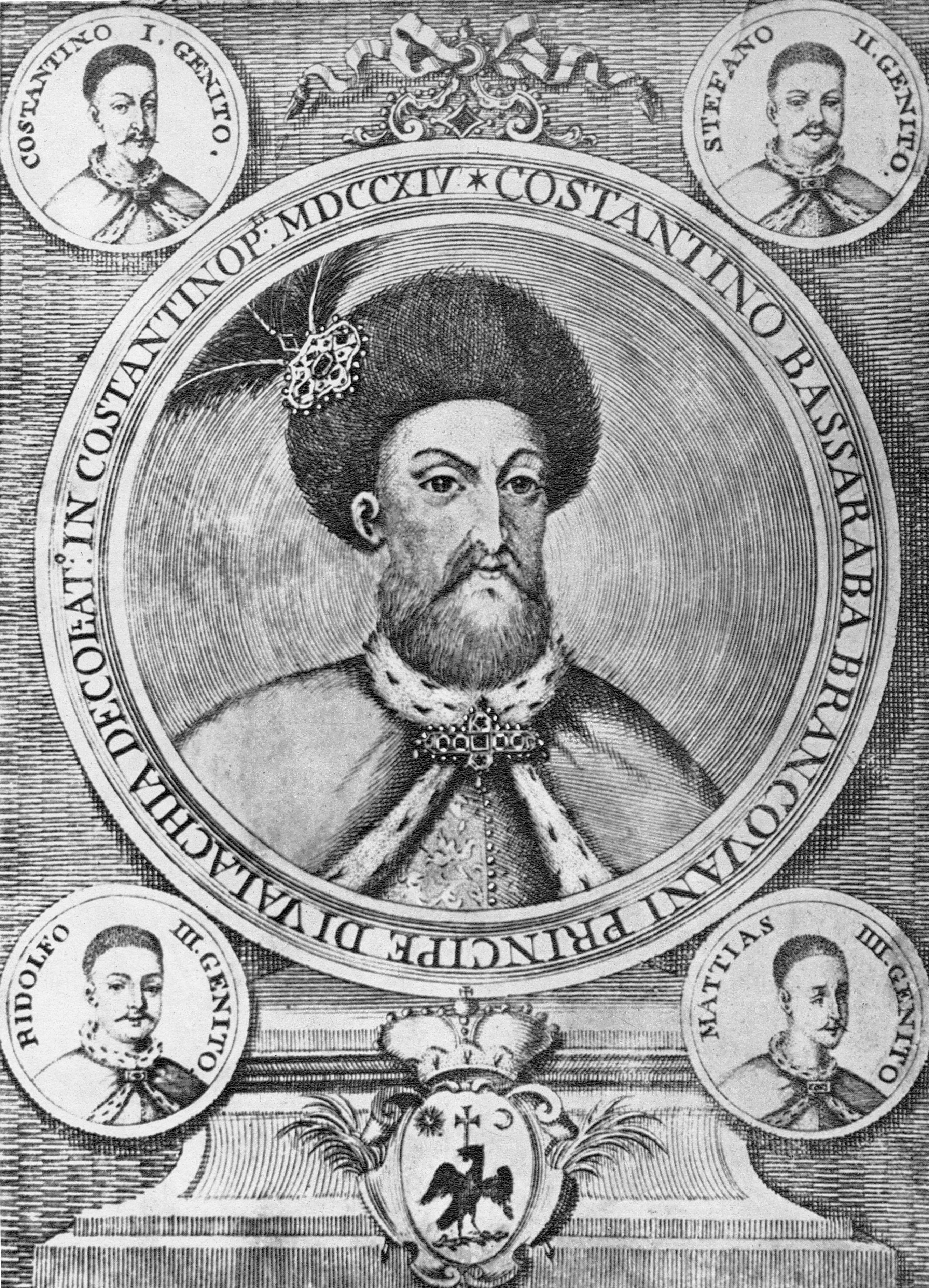
Constantin Brâncoveanu und seine vier Söhne

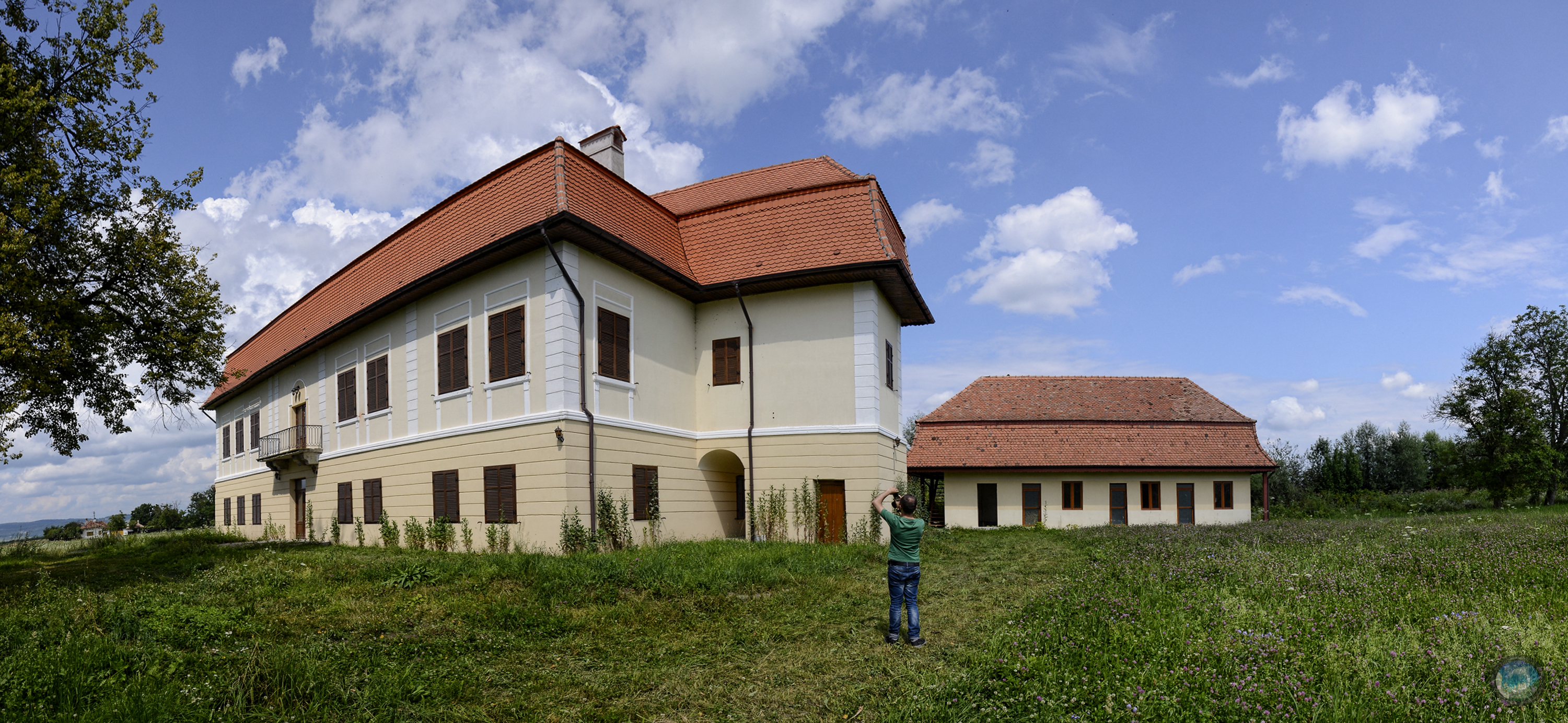
Schloss Brâncoveanu in der Nähe von Brașov

Die Familie Brâncoveanu war eine rumänische Adelsfamilie aus der Walachei, die aus den Nachkommen der Craiovescu-Bojaren hervorging, und somit in direkter Verwandtschaft zum walachischen Herrscher Neagoe Basarab stand. Der wichtigste Vertreter der Familie war Preda Brâncoveanu, der im 17. Jahrhundert herrschte. Preda bekleidete hohe Ämter und war Besitzer beträchtlicher Ländereien, die von seinem Neffen Constantin Brâncoveanu geerbt wurden, der über 25 Jahre an der Macht blieb. Er wurde am 15./26. August 1714 mit seinen Söhnen in Konstantinopel gefoltert und enthauptet. Die direkte Abstammung in männlicher Linie setzte sich über den ebenfalls Constantin getauften Enkel fort und starb 1832 mit Grigore Brâncoveanu aus.
Obwohl die Familie nie wieder die Herrschaft über die Walachei erlangte, platzierten sich die Vertreter im 18. und 19. Jahrhundert dennoch in den höchsten Positionen. Grigore Brâncoveanu adoptierte einen Verwandten seiner Frau; daher wurde der Name nach 1832 weitergegeben.

## Name
Der Familienname lässt sich als Verbindung des Wortes Brancov und des rumänischen Suffix -eanu deuten. Brancov ist ein serbokroatischer Kosename, der sich von brániti (“verteidigen”) ableiten lässt.

## Nachkommen
Die Familie hatte eine reiche Nachkommenschaft, sodass es Mitte des 19. Jahrhunderts mehr als 200 Nachfahren Constantin Brâncoveanus gab.
Nachkommen der Familie, die eine wichtige politische Rolle in Rumänien spielten, waren Alexander Ypsilantis, Gheorghe Bibescu, Barbu Știrbei und die Premierminister Barbu Catargiu, Nicolae Kretzulescu, Gheorghe Grigore Cantacuzino und George Manu.

## Personen
- Preda Brâncoveanu (gest. 1659)
- Papa Brâncoveanu (gest. 1655)
- Constantin Brâncoveanu (1654–1714)
- Constantin II. (1683–1714)
- Ștefan (1685–1714)
- Radu (1690–1714)
- Matei (1702–1714)
- Constantin III.